# Pievebovigliana
Pievebovigliana är en ort och frazione i kommunen Valfornace i provinsen Macerata i regionen Marche i Italien.
Pievebovigliana tillsammans med kommen Fiordimonte bildade den 1 januari 2017 den nya kommunen Valfornace. Den tidigare kommunen hade 844 invånare (2016).